# Схинопсис Балансы
Схинопсис Балансы или квебрахо красное (лат. Schinopsis balansae) — вид лиственных деревьев из рода Схинопсис семейства Сумаховые.

## Ареал
Образует леса в субтропическом экорегионе Гран-Чако северо-восточной Аргентины и Парагвая. Также встречается в Пантанале (Бразилия). Обычно называется «кебра́чо колорадо чакеньо» (исп. quebracho colorado chaqueño) или «кебра́чо сантафесино» (quebracho santafecino). Другие виды, такие как Schinopsis lorentzii, также носят общее имя кебра́чо и обладают схожими свойствами. Schinopsis balansae делит места произрастания с другим видом того же рода, Schinopsis heterophylla, их часто путают.

## Описание
Это дерево может достигать 24 метров в высоту и более метра в диаметре. Имеет прямой ствол с коричневато-серой корой. Древесина чрезвычайно тяжела (плотность порядка 1200 кг/м³). Главное применение — получение экстракта кебра́чо, содержащего 63 % чистого таннина.